# Morwell National Park
Morwell National Park är en nationalpark i Australien.  Den ligger i regionen Latrobe och delstaten Victoria, i den sydöstra delen av landet, 400 km sydväst om huvudstaden Canberra.
I omgivningarna runt Morwell National Park växer i huvudsak städsegrön lövskog. Runt Morwell National Park är det mycket glesbefolkat, med 6 invånare per kvadratkilometer.